# Мельниченко Андрій Леонідович
Андрій Леонідович Мельниченко (21 травня 1992 , Kortuzd, Красноярський край ) - російський лижник. Майстер спорту Росії.

## Життєпис
Представляє Красноярський край і товариство «Динамо». Тренери - А. С. Фалєєв, В. В. Бойченко.
На зимовій Універсіаді 2013 року найкращим результатом стало сьоме місце в перегонах на 10 км. Учасник молодіжного (Ю-23) чемпіонату світу 2015 року, найкращий результат – 13-те місце в скіатлоні.
У дорослих змаганнях міжнародного рівня бере участь від листопада 2010 року, коли дебютував на Кубку Східної Європи. У сезоні 2013-2014 чотири рази потрапляв до десятки найкращих на цьому турнірі, а в січні 2016 року здобув першу перемогу.
Срібний призер чемпіонату Росії 2015 року в естафеті, 2016 року в перегонах на 50 км і 2017 року в командному спринті, а ще здобув бронзову медаль 2017 року в перегонах на 70 км.
На Кубку світу дебютував у січні 2016 року. У сезоні 2016-2017 брав участь у змаганнях «Тур де Скі», де посів 27-ме місце в загальному заліку, а наступного сезону - 19-те.
Брав участь у чемпіонаті світу 2017 року, де посів 28-ме місце в перегонах на 50 км.
7 грудня 2019 року посів 2-ге місце в чоловічій естафеті на етапі Кубка світу в Ліллегаммері.

## Результати за кар'єру
Усі результати наведено за даними Міжнародної федерації лижного спорту.

### Олімпійські ігри
| Рік  | Вік | 15 км індивідуальні пер. | 30 км скіатлон | 50 км мас-старт | Спринт | 4 × 10 км естафета | Командна першість спринт |
| ---- | --- | ------------------------ | -------------- | --------------- | ------ | ------------------ | ------------------------ |
| 2018 | 25  | 14                       | 29             | —               | 59     | —                  | —                        |

### Чемпіонати світу
| Рік  | Вік | 15 км індивідуальні пер. | 30 км скіатлон | 50 км мас-старт | Спринт | 4 × 10 км естафета | Командна першість спринт |
| ---- | --- | ------------------------ | -------------- | --------------- | ------ | ------------------ | ------------------------ |
| 2017 | 24  | —                        | —              | 28              | —      | —                  | —                        |
| 2019 | 26  | —                        | 13             | 13              | —      | —                  | —                        |
| 2021 | 28  | 12                       | —              | —               | —      | —                  | —                        |

### Кубки світу

#### Підсумкові місця в Кубку світу за роками
| Сезон | Вік | Місце в дисципліні | Місце в дисципліні | Місце в дисципліні | Місце в Скі Тур | Місце в Скі Тур | Місце в Скі Тур | Місце в Скі Тур   | Місце в Скі Тур |
| Сезон | Вік | Загалом            | Дистанція          | Спринт             | Nordic Opening  | Тур де Скі      | Скі Тур 2020    | Фінал Кубка світу | Скі Тур Канада  |
| ----- | --- | ------------------ | ------------------ | ------------------ | --------------- | --------------- | --------------- | ----------------- | --------------- |
| 2016  | 23  | 128                | 77                 | —                  | —               | —               | Н/Д             | Н/Д               | —               |
| 2017  | 24  | 91                 | 68                 | НК                 | —               | 27              | Н/Д             | —                 | Н/Д             |
| 2018  | 25  | 61                 | 69                 | 78                 | —               | 19              | Н/Д             | —                 | Н/Д             |
| 2019  | 26  | 14                 | 8                  | 45                 | 21              | 6               | Н/Д             | 18                | Н/Д             |
| 2020  | 27  | 11                 | 11                 | 32                 | 22              | 8               | 14              | Н/Д               | Н/Д             |
| 2021  | 28  | 8                  | 8                  | 27                 | 9               | 7               | Н/Д             | Н/Д               | Н/Д             |

#### П'єдестали в особистих дисциплінах
- 4 п'єдестали – (2 КС, 2 ЕКС)

| № | Сезон   | Дата              | Місце пров.            | Перегони               | Рівень           | Місце |
| - | ------- | ----------------- | ---------------------- | ---------------------- | ---------------- | ----- |
| 1 | 2018–19 | 8 грудня 2018     | Beitostølen (Норвегія) | 30 км індивідуальні В  | Кубок світу      | 3-тє  |
| 2 | 2018–19 | 6 січня 2019      | Val di Fiemme (Італія) | 9 км переслідування В  | Етап Кубка світу | 3-тє  |
| 3 | 2020–21 | 29 листопада 2020 | Рука (Фінляндія)       | 15 км переслідування В | Етап Кубка світу | 2-ге  |
| 4 | 2020–21 | 13 грудня 2020    | Давос (Швейцарія)      | 15 км індивідуальні В  | Кубок світу      | 2-ге  |

#### П'єдестали в командних дисциплінах
- 5 п'єдесталів – (5 Ес)

| № | Сезон   | Дата           | Місце пров.            | Перегони                | Рівень      | Місце | Тов. по команді                |
| - | ------- | -------------- | ---------------------- | ----------------------- | ----------- | ----- | ------------------------------ |
| 1 | 2018–19 | 9 грудня 2018  | Beitostølen (Норвегія) | Естафета 4 × 7,5 км К/В | Кубок світу | 2-ге  | Бєлов / Большунов / Спіцов     |
| 2 | 2018–19 | 27 січня 2019  | Ульрісегамн (Швеція)   | Естафета 4 × 7,5 км К/В | Кубок світу | 2-ге  | Ларков / Большунов / Устюгов   |
| 3 | 2019–20 | 8 грудня 2019  | Ліллегаммер (Норвегія) | Естафета 4 × 7,5 км К/В | Кубок світу | 2-ге  | Ларков / Семіков / Спіцов      |
| 4 | 2019–20 | 1 березня 2020 | Лахті (Фінляндія)      | Естафета 4 × 7,5 км К/В | Кубок світу | 3-тє  | Семіков / Безсмертних / Спіцов |
| 5 | 2020–21 | 24 січня 2021  | Лахті (Фінляндія)      | Естафета 4 × 7,5 км К/В | Кубок світу | 3-тє  | Семіков / Якимушкін / Устюгов  |